# Pseudopalaina
Pseudopalaina là một chi sên đất nhỏ với một nắp, thuộc họ Diplommatinidae. 
Nó gồm các loài:
- Pseudopalaina polymorpha